# جورج كوتس
جورج كوتس (بالإنجليزية: George Coates)‏ هو لاعب كرة قدم أسترالية أسترالي، ولد في 3 يوليو 1923 في Carlton North ‏ في أستراليا، وتوفي في 16 فبراير 2014.

## وصلات خارجية
- جورج كوتس على موقع AustralianFootball.com (الإنجليزية)
- جورج كوتس على موقع AFLtables.com (الإنجليزية)